# Coll de Baucells
El Coll de Baucells, o de Balcells (sovint erròniament escrit de Baussells o de Bossells) és un coll de muntanya de 273 m alt dels contraforts septentrionals dels Pirineus a cavall dels terme comunals vallespirencs de Ceret i de Reiners.
És al sector occidental del terme de Ceret i a l'oriental del de Reiners. És en una zona rural mig urbanitzada amb cases aïllades de primera i segona residència, a cavall de les dues comunes esmentades. És al nord del Mas Sega, a l'est de Can Jaume Patllari, al sud del Mas Galí, al sud-oest de les Castanyedes i a l'oest del Mas Gasconet. El coll forma una petita plaça entre les edificacions de la zona.
L'origen del topònim Baucells és la paraula catalana balç, procedent del llatí balcium, 